# Zombie-Loan
Zombie-Loan (ゾンビローン?, Zonbi Rōn) è un manga scritto e illustrato dal duo PEACH-PIT. La serie manga è stata serializzata sulla rivista giapponese GFantasy di Square Enix da maggio 2003 a marzo 2011. Il manga è stato adattato anche in una serie televisiva anime di 13 episodi prodotta da Xebec M2: 11 episodi furono trasmessi sulla rete TV nipponica TV Asahi dal 3 luglio all'11 settembre 2007, mentre i due successivi furono direttamente pubblicati nel settimo DVD della serie.
Il manga è pubblicato in Italia da Flashbook Edizioni, mentre l'anime è inedito.

## Trama
Michiru Kita è una ragazza sedicenne orfana di entrambi i genitori che vive una vita noiosa e monotona, ma questo solo fino a quando un giorno non si imbatte per caso in due suoi misteriosi compagni di scuola: i popolari Shito Tachibana ed Akatsuki Chika, i due unici superstiti di un misterioso incidente che mesi prima uccise una ventina di persone. I due bellissimi ragazzi sono circondati da un alone di mistero e non si mischiano mai agli altri studenti, che li guardano con paura e rispetto chiamandoli rispettivamente ragazzo "A" e ragazzo "B". I due nascondono in realtà un terribile segreto, che la povera Michiru si troverà casualmente a scoprire e che suo malgrado le rivoluzionerà vita.

## Personaggi
Michiru Kita (紀多 みちる?, Kita Michiru)
Doppiata da: Houko Kuwashima
Ha sedici anni ed essendo orfana di entrambi i genitori è costretta a vivere con gli zii, con i quali non è in buoni rapporti e per i quali sente di essere un peso. Michiru ha vissuto fino ad allora una vita tediosa e monotona, che lei stessa giudica spesso "deprimente e indegna di essere vissuta". La ragazza viene considerata da tutti, persino dalle amiche, una persona normale e a volte noiosa. Per questo la trattano male ignorandola o dandole ordini, approfittando della sua gentilezza e mitezza d'animo. Nessuno sa che la ragazza possiede in realtà una particolarità piuttosto inquietante (Di cui ha tenuto tutti all'oscuro e che cerca di negare anche a se stessa per via del timore che le incute): Michiru possiede, malgrado questa sua abilità la spaventi, i cosiddetti "Occhi degli Shinigami" ovvero "Gli occhi della morte ". È una particolarità che ha sin dalla nascita e che le permette di conoscere con anticipo la data di morte di una persona. Grazie alla sua misteriosa "vista" Michiru riesce a scorgere sulle persone che sono a pochi giorni dalla loro imminente morte un segno attorno al loro collo: un anello grigio che va mano a mano a scurirsi con l'avvicinarsi della persona all'ora della propria morte, ed infine nero pece quando questa muore e diventa cadavere. Fin da bambina è stata spaventata da questa sua strana ed incomprensibile capacità, ma ne rimase totalmente traumatizzata quando vide il segno della morte disegnarsi anche attorno al collo dei propri genitori che naturalmente morirono poco tempo dopo. Dal giorno del funerale dei genitori in poi Michiru deciderà di portare degli occhiali da vista, benché non ne abbia bisogno, poiché sembra che quando li ha indosso le lenti degli occhiali blocchino momentaneamente la "vista". Michiru ora protetta dagli occhiali che bloccano questa inquietante capacità, vede la vita come la vedono tutti gli altri e non si accorge di cosa sta in realtà succedendo: la città si sta popolando sempre di più di "non morti" (zombie) che si confondono con gli umani nella società aspettando di fare nuove vittime per placare la loro fame di carne umana. La sua abilità è quindi ora più che mai un dono prezioso, visto che proprio lei con un semplice sguardo riesce a distinguere gli zombie dagli umani normali ai quali gli esseri si mischiano.
Chika Akatsuki (赤月 知佳?, Akatsuki Chika) e Shito Tachibana (橘 思徒?, Tachibana Shito)
Doppiati da: Kenichi Suzumura e Takahiro Sakurai
Pur mantenendo un apparente aspetto umano, sono in realtà due Zombie (o non morti) nascondono questo segreto gelosamente, ma non mancano di destare comunque sospetti. Sia Chika che Shito sono considerati infatti molto popolari all'interno della scuola, e vengono nominati rispettivamente ragazzo A e ragazzo B, sono molto popolari non solo per la loro innaturale bellezza ma per essere sempre circondati da un alone di mistero. Si dice, infatti, che essi siano gli unici sopravvissuti del terribile incidente stradale "del ponte" in cui morirono centinaia di persone. In realtà andando avanti con il manga si scoprirà che anche loro come tutte le altre persone andarono incontro alla morte, ma a differenza degli altri tornarono in vita come Zombie, grazie ad un patto che stipularono in punto di morte con il "Traghettatore delle Anime", una figura misteriosa che offrì loro di ritornare in vita anche se come semplici Zombie. Da allora lavorano per lui nella speranza di riacquistare la loro vera vita da uomini normali. Per ora, essendo a servizio del "traghettatore" delle anime, lavorano come "Zombie cacciatori", in poche parole dei giustizieri che devono uccidere tutti gli Zombie pericolosi di cui si sta misteriosamente infestando la città. Gli zombie che i due cacciano sono diversi da loro due. Chika e Shito, infatti, devono eliminare solo gli Zombie "fuori controllo", ovvero coloro che non riescono a controllare l'impulso di uccidere, mangiare o infettare gli umani e che aspettano l'oscurità per mietere nuove vittime. Non è ancora chiaro chi li stia producendo in così grande quantità, ma ormai girano liberi per le periferie della città cercando di infettare sempre più persone. Ai due spetta il compito di ripulire la società dagli Zombie chiamati, da loro "feccia". Chika e Shito sono tra i pochissimi "non morti" che riescono ad essere razionali e non si lasciano prendere dall'istinto omicida che caratterizza invece gli Zombie. I due odiano essere chiamati zombie ed essere accomunati con gli altri "mostri" che cercano di combattere. I due ragazzi utilizzando delle armi create appositamente per uccidere i non morti: Chika usa una Katana (spada giapponese) e Shito una pistola a pallottole argentate. I due lavorano sempre insieme in coppia e una volta scoperto per caso in Michiru (loro compagna di scuola) il dono della "Vista della Morte" a loro si aggiungerà anche lei che diventerà i loro "occhi" in battaglia.
Chika Akatsuki
È un ragazzo vivace ed energico e ottimista, che non si scoraggia di fronte a nulla pur di ottenere di nuovo una vita da umano. A differenza del compagno Shito adora stare in compagnia e stringere amicizia. Ha solo un'ossessione: il denaro, è ossessionato dai soldi ed è molto tirchio. Svolge parecchi lavori part time per guadagnare qualcosa, ma viene regolarmente licenziato. È di origine Americana e prima di diventare uno Zombie viveva con il padre e la sorella più piccola, nei confronti della quale è molto affettuoso e protettivo. Dopo essere diventato quel che è, si è trasferito per paura di spaventare suo padre e sua sorella più piccola se succedesse "qualcosa di strano" mentre è in casa. Ha un pessimo rapporto con Shito all'inizio del manga ma che migliorerà con il trascorrere dei volumi fino a diventare un'intensa amicizia.
Shito Tachibana
A differenza di Chika, Shito è sempre taciturno e preferisce la solitudine, non gli piace stringere rapporti con gli altri e chiama tutti per cognome, chiama perfino il compagno Chika: "Akatsuki". Shito è il personaggio più misterioso del manga. Andando avanti con la storia, si scoprirà che nasconde dei segreti persino a Chika e Michiru. Segreti riguardanti il suo misterioso e mostruoso passato, fatti che verranno rivelati poi più in là nella storia. Anche lui come Chika ha una sua ossessione particolare che si scopre abbastanza presto: ha un pettine di fatture cinesi a cui tiene moltissimo, tanto da adirarsi se qualcuno lo tocca o lo sfiora. Il motivo alla base di questo (benché gli altri non lo sappiano in quanto tende a volerlo tenere per sé) è che il piccolo pettine blu apparteneva a sua madre, per la quale serbava da sempre un amore spropositato, che lo porta ancora oggi a ricordarla frequentemente nei suoi sogni e dalla quale è ossessionato. Shito serba in sé il desiderio di liberare sua madre dal Jofoku, una potente organizzazione cinese segreta che governa nell'ombra la Cina. La giovane sembra essere apparentemente prigioniera di quest'organizzazione. Più avanti nella storia lui stesso cercherà, accompagnato da Chika, d'andare ad Hong Kong solo per, come dice lui, "riprendersela". Shito dice di odiare il compagno con il quale deve condividere le sue strane avventure da Zombie, ma si capirà presto che i due nascondono l'uno per l'altro un forte sentimento d'amicizia. Infatti finiranno con l'accettarsi sempre di più fino a spalleggiarsi a vicenda per tutto il resto della storia.

## Media

### Manga
Il manga Zombie-Loan creato dal duo mangaka PEACH-PIT, Banri Sendo e Shibuko Ebara, fu pubblicato per la prima volta nel maggio 2003. Fu pubblicato da Square Enix e serializzato sulla rivista per manga shonen giapponese GFantasy. Il tredicesimo ed ultimo volume fu pubblicato nell'aprile 2011. Il manga è attualmente pubblicato nel Nord America da Yen Press, mentre in Italia è edito da Flashbook Edizioni.

### Anime
Un adattamento ad anime prodotto dallo studio Xebec M2 fu annunciato e iniziò la sua messa in onda sulla rete televisiva TV Asahi il 3 luglio 2007. La serie anime Zombie-Loan, la cui colonna sonora è composta da Hiroyuki Sawano, fu trasmessa su TV Asahi ogni martedì alle 13:40 in Giappone. La serie anime è attualmente inedita sia in America che in Italia. Un totale di undici episodi furono trasmessi all'11 settembre 2007, mentre i due episodi finali 12 e 13 furono pubblicati direttamente nel settimo DVD della serie, senza essere ufficialmente trasmessi su alcuna rete nipponica. In essi fu iniziato un nuovo arco narrativo, ma non fu completato.
L'anime ha come sigla di apertura "Ōkami no Nodo" (オオカミのノド? lett. "La gola del lupo"), composta da Yusuke Chiba (チバユウスケ?, Chiba Yūsuke) del gruppo The Birthday, mentre come sigla di chiusura ha "Chain Ring" (チェインリング?, Chein Ringu), composta da SatoChi (SATOち?, Satochi) nel gruppo Mucc.

#### Episodi
| Nº | Giapponese 「Kanji」 - Rōmaji                   | In onda           | In onda |
| Nº | Giapponese 「Kanji」 - Rōmaji                   | Giapponese        |         |
| 1  | 「死神の目」 - Shinigami no Me                  | 3 luglio 2007     |         |
| 2  | 「逝っとく？」 - Ittoku?                        | 10 luglio 2007    |         |
| 3  | 「死者の舌」 - Shisha no Shita                  | 17 luglio 2007    |         |
| 4  | 「蝶の羽音」 - Chō no Haoto                     | 24 luglio 2007    |         |
| 5  | 「贄」 - Ikenie                                 | 31 luglio 2007    |         |
| 6  | 「自由への渇望」 - Jiyū he no Katsubō           | 7 agosto 2007     |         |
| 7  | 「彷徨う心」 - Samayō Kokoro                    | 14 agosto 2007    |         |
| 8  | 「死んでからも、孤独」 - Shinde kara mo, Kodoku | 21 agosto 2007    |         |
| 9  | 「生きた屍」 - Ikitashi                         | 28 agosto 2007    |         |
| 10 | 「尸解の法」 - Shī jiěno fǎ                     | 4 settembre 2007  |         |
| 11 | 「命と、死と」 - Mìngto, sǐto                   | 11 settembre 2007 |         |
| 12 | 「運命の輪」 - Yùnmìngno lún                    | 18 settembre 2007 |         |
| 13 | 「守りたい」 - Mamoritai                        | 25 settembre 2007 |         |